# Chelyoxenus xerobatis
Chelyoxenus xerobatis är en skalbaggsart som beskrevs av Hubbard 1894. Chelyoxenus xerobatis ingår i släktet Chelyoxenus och familjen stumpbaggar. Inga underarter finns listade i Catalogue of Life.